# Rich Dubee
Richard Peter Dubee (né le 19 octobre 1957 à Brockton, Massachusetts, États-Unis) est l'instructeur des lanceurs des Tigers de Détroit de la Ligue majeure de baseball.

## Carrière
Rich Dubee joue au baseball comme lanceur droitier. Repêché par les Royals de Kansas City au 3e tour de sélection en juin 1976, il n'atteint pas le baseball majeur mais évolue en ligues mineures de 1976 à 1981.
Libéré par les Royals au printemps 1982, on lui offre un poste d'instructeur au sein d'un club-école de la franchise à Jacksonville, qu'il accepte. Instructeur des lanceurs qui fait la navette entre différents clubs affiliés aux Royals de 1983 à 1985, il est instructeur des lanceurs des Chicks de Memphis en 1986 et 1987 et des Royals d'Omaha de 1988 à 1990.
Il quitte l'organisation des Royals de Kansas City pour devenir instructeur des lanceurs en ligues mineures de 1991 à 1993 dans l'organisation des Expos de Montréal, puis de 1994 à 1997 dans celle des Marlins de la Floride. De 1998 à 2001, il est l'instructeur des lanceurs des Marlins, qui rebâtissent leur rotation de lanceurs partants autour des jeunes Josh Beckett, A. J. Burnett et Brad Penny.
Il rejoint en 2002 les Phillies de Philadelphie et travaille en ligues mineures pendant 3 ans avant de devenir leur instructeur des lanceurs de 2005 à 2013. Il fait partie de l'équipe championne de la Série mondiale 2008 et a sous ses ordres le gagnant du trophée Cy Young en 2010 Roy Halladay ainsi que la rotation de lanceurs partants de 2011, composée de Halladay, Cliff Lee, Cole Hamels, Roy Oswalt, Vance Worley et Kyle Kendrick, un groupe que d'aucuns considèrent parmi les meilleurs de l'histoire du baseball,. Dubee est remarqué pour son travail auprès de Hamels, qu'il supervise au cours des 8 premières années de sa carrière, ainsi qu'auprès de certains lanceurs de relève tels José Contreras et J. C. Romero, qui relancèrent leur carrière à Philadelphie. Le 30 septembre 2013, Dubee est remercié par les Phillies, peu après le congédiement de Charlie Manuel, le gérant avec lequel il travaillait depuis 2005. Les 9 années de Dubee comme instructeur des lanceurs des Phillies représentent la plus longue période dans ce rôle dans l'histoire de la franchise, avec Cy Perkins (1946-1954) et Ray Rippelmeyer (1970-1978).
En novembre 2013, Dubee est engagé comme instructeur des lanceurs au sein des clubs affiliés aux Braves d'Atlanta en ligues mineures.
Le 29 octobre 2015, Rich Dubee est nommé nouvel instructeur des lanceurs des Tigers de Détroit.